# SremmLife 2
SremmLife 2 es el segundo álbum de estudio del dúo de Hip hop estadounidense Rae Sremmurd. Fue lanzado el 12 de agosto de 2016, por EarDrummers Entertainment e Interscope Records.

## Desempeño comercial
SremmLife 2 debutó en el número siete en la Billboard 200 de los Estados Unidos, vendiendo 15 000 copias y 30 000 unidades de ventas más streaming.  Volvió a entrar en un nuevo pico del número cinco en la carta en la edición fechada el 26 de noviembre de 2016, debido al éxito de "Black Beatles".

## Lista de canciones
| N.º | Título                             | Duración |  |
| 1.  | «Start a Party»                    | 3:35     |  |
| 2.  | «Real Chill»                       | 4:27     |  |
| 3.  | «By Chance»                        | 3:43     |  |
| 4.  | «Look Alive»                       | 3:47     |  |
| 5.  | «Black Beatles» (feat. Gucci Mane) | 4:51     |  |
| 6.  | «Shake It Fast»                    | 4:03     |  |
| 7.  | «Set The Roof»                     | 3:25     |  |
| 8.  | «Came A Long Way»                  | 4:00     |  |
| 9.  | «Now That I Know»                  | 4:04     |  |
| 10. | «Take It Or Leave It» (feat.)      | 3:31     |  |
| 11. | «Do Yoga»                          | 3:58     |  |